# (959) Arne
(959) Arne – planetoida z pasa głównego asteroid okrążająca Słońce w ciągu 5 lat i 251 dni w średniej odległości 3,18 au. Została odkryta 30 września 1921 roku w Landessternwarte Heidelberg-Königstuhl, w Heidelbergu przez Karla Reinmutha. Nazwa pochodzi od imienia syna szwedzkiego astronoma, Brora Ansgara Asplinda. Przed jej nadaniem planetoida nosiła oznaczenie tymczasowe (959) 1921 KF.